# Saint-Romain-de-Colbosc
Saint-Romain-de-Colbosc – miejscowość i gmina we Francji, w regionie Normandia, w departamencie Sekwana Nadmorska.
Według danych na rok 1990 gminę zamieszkiwało 3588 osób, a gęstość zaludnienia wynosiła 306 osób/km² (wśród 1421 gmin Górnej Normandii Saint-Romain-de-Colbosc plasuje się na 68. miejscu pod względem liczby ludności, natomiast pod względem powierzchni na miejscu 257.).